# 興實達鎮區
興實達鎮區為緬甸伊洛瓦底省興實達縣的行政區。2014年人口338,435人，區域面積1,009.6平方公里。興實達為興實達鎮區及興實達縣之行政中心。

## 相關連結
- 興實達鎮區村莊列表（英语：List of villages in Hinthada Township）